# Jacques Vandier (entrepreneur)
Pour les articles homonymes, voir Jacques Vandier.
Jacques Vandier, né le 1er avril 1927 à La Crèche et mort le 30 mars 2020 à Suresnes,, est une figure de proue du mutualisme en France au point d'être surnommé le « pape du mutualisme ». Sa date de naissance a d'ailleurs servi de référence pour la date d'échéance des contrats Macif, qu'il a dirigé durant 37 ans.
Il est un des créateurs du constat amiable.

## Mandats
- Membre du Conseil économique et social de 1989 à 1994.
- Conseiller régional du Poitou-Charentes de 1992 à 1998.

## Décorations
- Chevalier de l'ordre de la Légion d'honneur
- Commandeur de l'ordre national du Mérite